# Sumqayit kraftværk
Sumqayit kraftværk, også kendt som Sumqayit er et kombineret olie- og gaskraftværk i byen Sumqayit i Aserbajdsjan. Det har en installeret produktionskapacitet på 506 MW fordelt på 3 turbiner i ét anlæg. Anlægget blev påbegyndt omkring 2000 og stod færdigt i 2009. Brændselkilderne er naturgas og olie.  
Operatøren er det statsejede selskab Azərenerji JSC. 